# Виет Тан Нгуен
Виет Тан Нгуен (на виетнамски: Nguyễn Thanh Việt; роден на 13 март 1971 г.) е виетнамско-американски писател и професор в Университета на Южна Калифорния.
Дебютният роман на Нгуен „Съпричастният“ печели „Пулицър“ през 2016 г. и много други отличия. През 2017 г. Нгуен получава стипендия „Макартър“ и стипендия „Гугенхайм“. Пише коментари за Ню Йорк Таймс на теми като имиграция, бежанци, политика, култура и Югоизточна Азия.

## Биография
Нгуен е син на бежанци от Северен Виетнам, които се преместват на юг през 1954 г. След падането на Сайгон през 1975 г. семейството му бяга в Съединените щати. Настаняват се първоначално във Форт Индиънтаун Гап, Пенсилвания, който е един от четирите лагера за бежанци от Виетнам. След това се преместват в Харисбърг, Пенсилвания до 1978 г.
По-късно семейството му се премества в Сан Хосе, Калифорния, където отваря виетнамски магазин за хранителни стоки, един от първите по рода си в района.
Младият писател обича да чете за войната във Виетнам, за предпочитане от виетнамската гледна точка, която е доста рядка по онова време в сравнение с огромното количество американски разкази. Нгуен посещава католическо начално училище и Bellarmine College Preparatory.
След това Нгуен се записва за кратко във филиалите на Калифорнийския университет в Ривърсайд и Лос Анджелис, преди най-накрая да реши да учи в Бъркли, който завършва през май 1992 г. Получава и докторска степен през май 1997 г. През същата година се премества в Лос Анджелис, за да преподава в Университета на Южна Калифорния.
Нгуен също така е културен критик за Лос Анджелис Таймс.
Той живее в Пасадена със съпругата си Лан Дуонг и двете им деца.
Нгуен е водеща фигура на виетнамско-американската общност. Той дава контекст за историята на виетнамците в Съединените щати днес. Често говори за това какво означава терминът „азиато-американец“.